# Radicipes pleurocristatus
Radicipes pleurocristatus is een zachte koraalsoort uit de familie Chrysogorgiidae. De koraalsoort komt uit het geslacht Radicipes. Radicipes pleurocristatus werd in 1883 voor het eerst wetenschappelijk beschreven door Stearns.